# Ménétréols-sous-Vatan
Ménétréols-sous-Vatan ist eine französische Gemeinde mit 117 Einwohnern (Stand: 1. Januar 2022) im Département Indre in der Region Centre-Val de Loire. Sie gehört zum Kanton Levroux im Arrondissement Issoudun. Die Einwohner werden Ménétréolois genannt.

## Geografie
Die Gemeinde Ménétréols-sous-Vatan liegt elf Kilometer nordwestlich von Issoudun. Zu Ménétréols-sous-Vatan gehören neben der Hauptsiedlung auch die Weiler Beauvoir, Villeneuve und Barillon. Angrenzende Gemeinden sind Vatan im Nordwesten und Norden, Paudy im Nordosten und Osten, Lizeray im Osten und Südosten, Saint-Valentin im Südosten und Süden, La Champenoise im Südwesten sowie Liniez im Westen. In der Gemeinde Ménétréols-sous-Vatan  werden drei Windparks mit zusammen 13 Windkraftanlagen betrieben.

## Bevölkerungsentwicklung
| Jahr                       | 1962 | 1968 | 1975 | 1982 | 1990 | 1999 | 2011 | 2021 |
| Einwohner                  | 277  | 236  | 170  | 160  | 149  | 124  | 126  | 117  |
| Quellen: Cassini und INSEE |      |      |      |      |      |      |      |      |

## Sehenswürdigkeiten
- Kirche St. Paulus’ Bekehrung
- Kapelle von Les Bodards